# جوزيف هنري مارشال
جوزيف هنري مارشال هو سياسي كندي، ولد في 1854، وتوفي في 6 يونيو 1919. انتخب عضو مجلس العموم الكندي.